# Не время для драконов (игра)
«Не время для драконов» (англ. A Farewell To Dragons) — компьютерная игра в жанре action/RPG в стиле стимпанк, созданная компаниями Arise (разработка) и KranX Productions (продюсирование) по мотивам одноименного произведения Ника Перумова и Сергея Лукьяненко. Издана на территории РФ 16 ноября 2007 года компанией 1С.
На территории европейского союза была выпущена компанией 1C Publishing в октябре 2009 года.

## Игровой процесс
«Не время для драконов» — ролевая игра, схожая в плане игрового процесса с Arcanum: Of Steamworks and Magick Obscura и Baldur’s Gate. Игрок управляет группой персонажей, которая может включать в себя до шести человек. Герои путешествуют по различным игровым локациям, общаются с другими персонажами, некоторые из которых могут дать им задание. В процессе игры персонажам также предстоит сражаться с различными противниками, среди которых присутствуют маги стихийных кланов, члены тотемных кланов, разбойники и различные животные. Во время боя игрок может поставить игру на паузу и поочерёдно отдать персонажам команды. Игроку доступен широкий выбор оружия, среди которого встречается как обычное (мечи, топоры, луки), так и технологическое оружие (пистолеты, ружья, пулемёты).
С течением времени персонажи повышают свой уровень развития, в результате чего могут увеличивать показатели своих основных характеристик и приобретать модификаторы навыков. У каждого персонажа есть книга способностей, которые после повышения уровня также можно развивать.

## Сюжет
Сюжет игры разворачивается в вымышленной вселенной одноименной книги Ника Перумова и Сергея Лукьяненко. Действия протекают в трех мирах:
- Мир Изнанки — реальный земной мир на рубеже второго и третьего тысячелетия. В мире изнанки полностью отсутствует магия и его силу составляют технологии, основанные на научном знании.
- Мир Прирождённых — мир, в котором безраздельно властвует магия.
- Срединный мир — находится между миром Прирождённых и миром Изнанки. В этом мире в равной степени имеют власть обе «силы», магия и технология[3].

Веками хранимое равновесие между мирами может быть разрушено. Жители Мира Прирождённых идут войной на Срединный мир. В то же время Народы Срединного мира находятся в состоянии постоянных утомительных межклановых войн. Гибель Срединного Мира повлечёт за собой непредсказуемые последствия для всех миров, включая мир Изнанки, и неизвестные силы, в лице Неведомого клана, решают привлечь к спасению миров ничего не подозревающего жителя Изнанки, москвича Виктора. Для осуществления этой миссии к нему посылают юную, но могущественную волшебницу Тэль, которая приводит его в Срединный мир.
 Выбор на Виктора падает не случайно, как выяснится, он является последним потомком великого рода Драконов. Кроме этого, он является внуком Убийцы драконов и должен сделать выбор чья кровь в нём победит. С помощью Тэль и других соратников Виктор должен пройти обряд инициации всеми четырьмя стихийными магиями (Земли, Воды, Воздуха и Огня), для чего ему предстоит побывать в землях всех народов Срединного мира. После инициации Виктор должен прибыть на Остров Дракона, где ему придется одержать победу над главами стихийных кланов, тем самым доказав свою способность противостоять истинному врагу, приближающемуся из мира Прирождённых.

## Разработка и выпуск
В мае 2005 года компании 1С, Arise и KranX Productions объявили о начале разработки игры «Не время для драконов». На тот момент они затруднялись назвать окончательную дату выхода игры. В августе 2006 года был открыт официальный сайт проекта. При работе над игрой разработчики тесно взаимодействовали с Сергеем Лукьяненко, одним из авторов романа «Не время для драконов», согласовывая с ним различные идеи. Сам Лукьяненко рассказывал, что выступал в роли консультанта, но при этом старался не вмешиваться непосредственно в процесс создания игры, считая это работой профессионалов. Он также говорил о том, что, будучи поклонником компьютерных игр, с нетерпением ждал выхода игры «Не время для драконов». Разработчиками был сделан упор сделан на боевую составляющую. Они позиционировали свою игру как action/RPG и ориентировались на известные игры данного жанра, такие как Diablo 2, Dungeon Siege и Sacred. 7 ноября 2007 года было объявлено о том, что игра «Не время для драконов» ушла в печать, а 16 ноября состоялся официальный релиз. Уже после выпуска издатели признавались, что игра не стала событием, однако результаты продаж, по их мнению, были удовлетворительные.
В игре используется движок TheEngine, разработанный компанией Skyfallen Entertainment. Этот движок так же использовался в следующих играх: Магия Крови, King’s Bounty. Легенда о рыцаре, Санитары подземелий, Кодекс войны, Князь 3: Новая династия и некоторых других.

## Саундтрек
Музыкальное сопровождение игры было выполнено студией TriHorn Productions.
Некоторые музыкальные композиции были размещены в свободном доступе на сайте игры.
| №  | Название              | Автор(ы)            | Длительность |
| -- | --------------------- | ------------------- | ------------ |
| 1. | «Душа Дракона»        | TriHorn Productions | 2:31         |
| 2. | «Начало»              | TriHorn Productions | 3:09         |
| 3. | «Преследование»       | TriHorn Productions | 2:30         |
| 4. | «Стихии»              | TriHorn Productions | 3:04         |
| 5. | «Битва»               | TriHorn Productions | 2:53         |
| 6. | «Тотемы»              | TriHorn Productions | 3:18         |
| 7. | «Внезапное нападение» | TriHorn Productions | 2:47         |
| 8. | «Серый Предел»        | TriHorn Productions | 3:48         |
| 9. | «Подземелья»          | TriHorn Productions | 3:40         |

## Отзывы
| Сводный рейтинг       | Сводный рейтинг |
| Агрегатор             | Оценка          |
| --------------------- | --------------- |
| GameRankings          | 48,67 %         |
| Русскоязычные издания |                 |
| Издание               | Оценка          |
| Absolute Games        | 58 %            |
| «Игромания»           | 6,0/10 4/5      |
| «ЛКИ»                 | 63 %            |
| «Страна игр»          | 6,5/10          |

Игра получила средние оценки критиков. Западные игровые порталы в основной своей массе игру вниманием обошли. Лишь по данным агрегатора Game Rankings игре выставлен рейтинг 49 %. В 2008 году игра номинировалась на премию Gameland Award в категории «лучшая ролевая игра».
Константин Фомин в рецензии Absolute Games назвал сеттинг игры сборником фэнтезийных штампов, в котором присутствуют элементы стимпанка. Он говорил о том, что разработчикам фактически пришлось заново пересказывать сюжет книги, а окончательный вариант игрового сюжета во многом не совпадает с оригиналом. Неудовлетворительно обозреватель отозвался о проработке квестов, а также о концовке игры. Графику он назвал устаревшей на пару лет. В итоге игра «Не время для драконов» была названа «„пустышкой“ без заметных достоинств и изъянов».
Роман Островерхов в статье журнала «Игромания» отмечал большой объём игровых локаций и разнообразие противников, но вместе с тем отрицательно отозвался об игровых квестах, которые, по его словам, служат только для развития персонажей. Основной проблемой игры он назвал полное отсутствие озвучивания героев.
Обозреватель журнала «Лучшие компьютерные игры» положительно отозвался о проработке развития игровых персонажей и присутствующем в игре разнообразии оружия и доспехов. В отличие от Константина Фомина, он посчитал, что сюжет игры достаточно близко соответствует первоисточнику, однако причислил это соответствие к недостаткам игры. К прочим недостаткам он отнёс однообразие моделей героев, тихие и неуместные реплики персонажей и закрывающие обзор эффекты заклинаний. К достоинствам же рецензент отнёс красивую графику, уместную музыку и удобный интерфейс.